# Сретение Господне
Сретение Господне е християнски празник, който се чества на 2 и 3 февруари, според източноправославния църковен календар.

## История
Празнува се във връзка с представянето на малкия Иисус Христос от родителите му във Втория храм в Йерусалим на 40 дни след раждането му, станало според Библията в близкия град Витлеем. През 1 година от новата ера, когато от гледна точка на Грегорианския календар трябва да е станало то, в Юдея властва цар Ирод Архелай. Като всички еврейски родилки, Дева Мария се считала за нечиста в течение на този срок и след изтичането му се подложила в храма на традиционния ритуал за пречистване и представила бебето си (тъй като било първородното момче на съпруга й, доколкото той се считал за негов баща) пред Бога. Още Мойсей постановил всяко първородно от мъжки пол да бъде посвещавано или откупвано от Йехова (Изх. 34:19 – 20, Чсл. 18:15 – 16), като възпоминание за това, че когато по време на Изхода мистериозна смърт повалила всички първородни в Египет (хора и животни), израелските избегнали това. (Изх. 12:29). Откупът се определял според имотното положение на семейството - предвид бедността си, Йосиф и Мария принасят в жертва птици. Същевременно, с оглед събитията около зачеването и раждането му, те са наясно, че Исус не е какво да е пеленаче. Затова станалото него ден в Йерусалимския храм е представяно и като повече или по-малко планирана от тях Божа среща - на Бога-син с Бога-Отец и като донасянето на Светлината на света на човечеството и по-специално - на юдеите (във връзка с това са развити обичаите и вярванията около Девата на Канделарията, от испанската дума за голяма свещ и за свещник; също и други традиции, свързани с наблягане върху огъня и светлините като символика). С присъствието на двама пророци, Светият дух също има участие в тази среща. Точно по това време там били праведният старец Симеон и възрастна вдовица на име Анна, дъщеря Фануилова.
Със Симеон, който в Библията е описан като човек у когото бил Светият дух и е видно че е бил възрастен и че старостта му тежала, е свързана известна легенда. Според нея той бил един от 72-та преводачи на старозаветния текст на Библията от еврейски на гръцки (известни като Седемдесетте или авторите на Септуагинтата), които египетският цар Птолемей II (285 – 246 г. пр. Хр.) назначил с тази преводаческа задача. При превода на книгата на пророк Исая, когато стигнал до глава 7, стих 14, и фигуриращата там еврейска дума "алма" (момиче, девойка, девица, девственица, млада жена), той се поколебал как да я преведе. На помощ му се притекъл пратен от Господ ангел. Той му указал, като най-верен превода "дева" и го уверил, че и лично ще може да се убеди, че това ще се сбъдне, защото ще умре едва след като се е убедил с очите си. Животът му чудотворно се удължил и той всъщност починал на около 300 години. Когато донасят Иисус в храма, той по внушение на Светия дух също е там. Взел в ръце Младенеца и в пророческо вдъхновение извикал: „Сега отпускаш Твоя раб, Владико, според думата си с миром, защото очите ми видяха Твоето спасение, което си приготвил пред лицето на всички народи – светлина за просвета на езичниците и слава на Твоя народ Израиля!“ Йосиф и Богородица изразяват учудване на тези негови думи, но той ги благославя и добавя, обръщайки се към Мария:. „Ето, този лежи за падане и ставане на мнозина в Израиля и за предмет на противоречия, а на самата тебе меч ще прониже душата, за да се открият мислите на много сърца“ (Лука 2:25 – 35). С това визира бъдещите перипетии на Исус и близките му, давайки същевременно да се разбере, че делото му няма да остане забравено, а ще има широко отражение и важно развитие. Предполага се, че скоро след това е умрял.
Освен свети Симеон, пророчица Анна, жена вдовстваща от младите си години, но вече много остаряла, познала в Младенеца Иисус обещания Месия (Христос). От много време тя се била посветила на служба на Йехова и непрестанно пребивавала в храма му, в очакване на Спасителя. И други хора се надявали на него и когато видяла бебето, тя зарадвана взела да слави Бога и да разгласява, че именно то е чаканият от тях. 
След тази среща Исус и неговите родители заминават, но ежегодно посещават Йерусалимския храм.
В днешно време (21. век) празникът се възприема най-вече, като ден на посвещението на християнската религия.

## Храмове в България, посветени на Сретение Господне
В България има три храма, посветени на Сретение Господне:
- Черква „Сретение Господне“ в габровското село Кметовци - храмът е изоставен и под заплаха от срутване. Построен е през 1883-84 година и е с внушителни размери. Черквата е богато изографисана, но стенописите са под заплаха от изчезване[2]. Храмът е част от Великотърновска епархия на Българската православна църква;
- Черква „Сретение Господне“ в разложкото село Добърско - един забележителен паметник на културата. Черквата е построена през 1614 година, но на мраморната плоча пред входната врата е написана годината 1112. Храмът е богато изографисан с над 460 изображения, които не следват традиционните норми[3]. Черквата принадлежи на Неврокопска епархия на БПЦ и всяка година храмовият празник на 2-ри февруари се отбелязва празнично[4][5];
- Черква „Сретение Господне“ в пазарджишкото село Козарско - храмът е построен през 1894 година[6]. Черквата принадлежи на Пловдивска епархия на БПЦ и всяка година храмовият празник на 2-ри февруари се отбелязва празнично[7][8].